# 無階級社会
無階級社会（むかいきゅうしゃかい、独:Klassenlose Gesellschaft）とは、マルクス主義の用語で、所有者と無産者が分立していない社会を指す。支配・被支配、搾取・被搾取の関係がない。
狩猟採集の原始社会は、無階級社会だった。生産力が極めて低く、起きている時間のほぼ全てを食糧確保に割かなければならない状況で、平等の労働と、平等の再分配が原則になっていた。
国家成立以降の階級社会は、マルクス主義の立場では異常な状況で、無階級の共産主義社会が実現してこそ、「人類前史」は終焉するとカール・マルクスは述べる。そうして、階級社会を克服した上で実現する無階級社会は、極めて生産力が高く、「能力に応じて働き、必要に応じて受け取る」とされる。
社会主義社会では、既に逃走過程に入っているとは言え、支配階級のブルジョワジーは残存するとされ、徹底的に叩き潰さなければならないと、レーニンは考えた。